# Urlaub auf Ehrenwort (1955)
Urlaub auf Ehrenwort ist ein deutscher Kriegsfilm des Regisseurs Wolfgang Liebeneiner aus dem Jahr 1955. Der Film basiert auf der gleichnamigen Kurzgeschichte von Walter Julius Bloem und ist eine Neuverfilmung des 1938 erschienenen Films Urlaub auf Ehrenwort.

## Handlung
Im Herbst 1944 erhält der junge Leutnant Prätorius den Befehl, eine Einheit deutscher Soldaten an die Front zu bringen. Die Stimmung ist schlecht, die Soldaten sind kriegsmüde und der verwehrte Heimaturlaub mindert die Moral der Soldaten. Als die Infanteristen durch Berlin kommen, über das gerade ein schwerer Luftangriff niedergegangen ist, gibt Prätorius den Soldaten, die hier zuhause sind, trotzdem sechs Stunden Urlaub auf Ehrenwort, die die Männer auf unterschiedliche Weise nutzen.
Hartmann findet seine Frau auf seiner alten Arbeitsstelle als Straßenbahnführerin, Schmiedecke sucht sein Kind, das nach dem Luftangriff nicht aus der Schule gekommen ist. Kramers bestürzte Frau verbirgt seinen desertierten Bruder in ihrer Wohnung. Pichler improvisiert in einer Artistenpension eine Feier, die dem Rekruten Hellwig das erste Liebeserlebnis beschert. Strötzel verwirklicht endlich seine längst geplante Kriegstrauung, Jahnke sucht seine Braut in der ganzen Stadt und trifft sie schließlich auf dem Bahnhof. Krawutke arbeitet nach langer Zeit wieder als Friseur. Köhler genießt die Stunden bei seiner Freundin. Hagen entdeckt seine Frau in einer Kirche, wo sie Verletzte betreut und spielt auf der Orgel ihre Lieblingsmelodie. 
Trotz vielfältiger Verlockungen widerstehen alle der Versuchung zu desertieren und jeder steht zu seinem Versprechen, pünktlich wieder zurückzukehren. Bei der Ankunft am Bestimmungsort kann der Leutnant seine Truppe vollzählig melden.

## Produktionsnotizen
Urlaub auf Ehrenwort entstand im Studio der CCC-Film in Berlin-Spandau mit Außenaufnahmen aus Berlin und Umgebung. Willi A. Herrmann und Wilhelm Vorwerg schufen die Bauten, Produzent Friedrich Wilhelm Gaik und Friedrich Kienzl waren Produktionsleiter.
Der Film hatte seine Premiere am 30. Dezember 1955 in Köln.

## Kritik
„Neuverfilmung des gleichnamigen Propagandafilms von 1937, verlegt in den Zweiten Weltkrieg, wobei jetzt heftige Worte gegen den Krieg fallen und man sich sehr despektierlich über den Führer äußert. Dennoch fehlt dem Film jede zeitkritische Distanz: politisch instinktlos werden die alten Phrasen vom militärischen Gehorsam wiedergegeben“, urteilte das Lexikon des internationalen Films.